# Департаменты Камеруна
Департаменты Камеруна (фр. Départements du Cameroun) — 58 административных единиц Камеруна среднего (второго) уровня. Департаменты разделены на 327 коммун, и сгруппированы в 10 регионов.
|                                                                        | \| \| \| Деление Камеруна на регионы (выделены разными цветами) и департаменты. \| |
| Административное деление Камеруна на департаменты                      |                                                                                    |
| Деление Камеруна на регионы (выделены разными цветами) и департаменты. |                                                                                    |

## Деление регионов на департаменты
| Регион Адамава |
| Регион Адамава подразделяется на 5 департаментов: 1. Джерем (Djérem) 2. Фаро и Део (Faro-et-Déo) 3. Майо-Баньо (Mayo-Banyo) 4. Мбере (Mbéré) 5. Вина (Vina) |
| Центральный регион |
| Центральный регион подразделяется на 10 департаментов: 1. От-Санага (Haute-Sanaga) 2. Лекье (Lekié) 3. Мбам и Инубу (Mbam-et-Inoubou) 4. Мбам и Ким (Mbam-et-Kim) 5. Мефу и Афамба (Méfou-et-Afamba) 6. Мефу и Аконо (Méfou-et-Akono) 7. Мфунди (Mfoundi) 8. Ньонг и Келле (Nyong-et-Kéllé) 9. Ньонг и Мфуму (Nyong-et-Mfoumou) 10. Ньонг и Соо(Nyong-et-So’o) |
| Восточный регион |
| Восточный регион подразделяется на 4 департамента: 1. Бумба и Нгоко (Boumba-et-Ngoko) 2. О-Ньонг (Haut-Nyong) 3. Кадеи (Kadey) 4. Лом и Джерем (Lom-et-Djerem) |
| Крайнесеверный регион |
| Крайнесеверный регион подразделяется на 6 департаментов: 1. Диамаре (Diamaré) 2. Логон и Шари (Logone-et-Chari) 3. Майо-Данай (Mayo-Danay) 4. Майо-Кани (Mayo-Kani) 5. Майо-Сава (Mayo-Sava) 6. Майо-Цанага (Mayo-Tsanaga) |
| Прибрежный регион |
| Прибрежный регион подразделяется на 4 департамента: 1. Мунго (Moungo) 2. Нкам (Nkam) 3. Санага-Маритим (Sanaga-Maritime) 4. Вури (Wouri) |
| Северный регион |
| Северный регион подразделяется на 4 департамента: 1. Бенуэ (Bénoué) 2. Фаро (Faro) 3. Майо-Лути (Mayo-Louti) 4. Майо-Рей (Mayo-Rey) |
| Северо-Западный регион |
| Северо-Западный регион подразделяется на 7 департаментов: 1. Бойо (Boyo) 2. Буи (Bui) 3. Донга-Мантунг (Donga-Mantung) 4. Менчум (Menchum) 5. Мезам (Mezam) 6. Момо (Momo) 7. Нго-Кетунджиа (Ngo-Ketunjia) |
| Южный регион |
| Южный регион подразделяется на 4 департамента: 1. Джа и Лобо (Dja-et-Lobo) 2. Мвила (Mvila) 3. Осеан (Océan) 4. Валле-дю-Нтем (Vallée-du-Ntem) |
| Юго-Западный регион |
| Юго-Западный регион подразделяется на 6 департаментов: 1. Фако (Fako) 2. Купе-Маненгуба (Koupé-Manengouba) 3. Лебьялем (Lebialem) 4. Манью (Manyu) 5. Меме (Meme) 6. Ндиан (Ndian) |
| Западный регион |
| Западный регион подразделяется на 8 департаментов: 1. Бамбутос (Bamboutos) 2. О-Нкам (Haut-Nkam) 3. О-Плато (Hauts-Plateaux) 4. Кунг-Кхи (Koung-Khi) 5. Менуа (Menoua) 6. Мифи (Mifi) 7. Нде (Ndé) 8. Нун (Noun) |